# Aleyrodes zygia
Aleyrodes zygia là một loài côn trùng cánh nửa trong họ Aleyrodidae, phân họ Aleyrodinae.
Aleyrodes zygia được Danzig miêu tả khoa học đầu tiên năm 1966.